# IC 1432
IC 1432 је спирална галаксија у сазвјежђу Пегаз која се налази на листи објеката дубоког неба у Индекс каталогу.
Деклинација објекта је + 3° 41' 24" а ректасцензија 22h 10m 3,9s. Привидна величина (магнитуда) објекта IC 1432 износи 16,0 а фотографска магнитуда 16,8. IC 1432 је још познат и под ознакама NPM1G +03.0576, PGC 3092375.